# メチルグルコシド
メチルグルコシド（英語: methylglucoside）は、グルコース由来の単糖である。
実験室では、グルコースとメタノールの酸触媒反応によって合成できる。
エモリント剤、乳化剤、保湿剤、増粘剤、可塑剤、界面活性剤、ワニス、樹脂など、さまざまな製品を製造する際の中間体として使用される。メチルグリコシドの形成は、グルコースの構造が開鎖ではないことを示している。